# Tập đoàn SAS
Tập đoàn SAS (tiếng Anh: SAS Group, viết tắt của Scandinavian Airlines System Group) là tập đoàn kinh doanh ngành hàng không (và các dịch vụ liên quan) của 3 nước Đan Mạch, Na Uy, Thụy Điển. Tập đoàn SAS hình thành năm 1951 từ cơ sở Hãng hàng không Scandinavia, trụ sở của tập đoàn đặt tại Stockholm, Thụy Điển. Năm 2006, tập đoàn này đã chuyên chở trên 36 triệu lượt hành khách (trong đó riêng Hãng hàng không Scandinavia trên 25 triệu).

## Lịch sử
- 1918: Công ty hàng không Đan Mạch (Det Danske Luftfartselskab A/S) (DDL A/S) được thành lập (là một trong 3 hội viên sáng lập Hãng hàng không Scandinavia và Tập đoàn SAS sau này)
- 1920: Công ty hàng không Đan Mạch lên sàn giao dịch chứng khoán Copenhagen
- 1924: Công ty hàng không Thụy Điển (AB Aerotransport ABA) được thành lập
- 1927: Công ty hàng không Na Uy (Det Norske Luftfartselskap AS DNL) được thành lập
- 1943: Công ty hàng không liên lục địa Thụy Điển (Svensk Interkontinental Lufttrafik AB SILA) được thành lập
- 1946: Các công ty hàng không Đan Mạch, Na Uy và Thụy Điển hợp nhất thành Hãng hàng không Scandinavia. Chính phủ Đan Mạch góp 28,6% vốn, chính phủ Na Uy 28,6% và chính phủ Thụy Điển 42,8%. Chuyến bay liên lục địa đầu tiên của Hãng hàng không Scandinavia từ Stockholm tới New York.
- 1948: Hai công ty ABA và SILA của Thụy Điển hợp nhất
- 1949: Công ty hàng không Scandinavia mở đường bay tới Bangkok (Thái Lan)
- 1951: Các công ty sáng lập Hãng hàng không Scandinavia đồng ý lập ra Tập đoàn SAS để mở rộng kinh doanh
- 1954: Hãng hàng không Scandinavia là hãng đầu tiên trên thế giới mở đường bay xuyên cực từ Copenhagen qua Søndre Strømfjord (Greenland), Winnipeg (Canada) tới Los Angeles, California (Hoa Kỳ)
- 1955: Công ty SILA lên sàn giao dịch chứng khoán Stockholm
- 1957: Hãng hàng không mở chuyến bay xuyên cực Copenhagen - Anchorage, Alaska - Tokyo
- 1959: Hãng hàng không Scandinavia đưa máy bay phản lực Caravelle vào sử dụng
- 1960: Tập đoàn SAS liên doanh lập ra Thai Airways International và nắm 30% cổ phần trong liên doanh này
- 1967: Công ty DNL AS lên sàn giao dịch chứng khoán Oslo
- 1971: Hãng hàng không Scandinavia đưa máy bay Boeing 747 vào sử dụng
- 1977: Tập đoàn SAS bán cổ phần của mình trong Thai Airways International
- 1980: Tập đoàn SAS mở khách sạn SAS Kuwait Hotel, khách sạn đầu tiên ngoài vùng Scandinavia
- 1981: Hãng hàng không Scandinavia mở EuroClass trên mọi chuyến bay châu Âu
- 1983: Hãng hàng không Scandinavia nhận danh hiệu Airline of the Year của tổ chức Air Transport World
- 1986: Tập đoàn SAS mua 94,9% cổ phần hãng Spanair (hãng hàng không lớn thứ nhì Tây Ban Nha)
- 1989: SAS International Hotels (của Tập đoàn SAS) sở hữu 40% Intercontinental Hotels Group
- 1992: SAS International Hotels bán cổ phần của mình trong Intercontinental Hotels Group
- 1996: Kỷ niệm 50 năm thành lập Hãng hàng không Scandinavia. Đổi tên các công ty sáng lập thành SAS Danmark A/S, SAS Norge AS và SAS Sverige AB
- 1997: Hãng hàng không Scandinavia đồng sáng lập Star Alliance
- 1998: Tập đoàn SAS mua hãng Air Botnia (Blue 1)
- 1999: Tập đoàn SAS mua hãng hàng không Widerøe (Na Uy)
- 2001: Tập đoàn SAS mua Braathens Airlines (Na Uy). Thay đổi cơ cấu sở hữu chủ: chính phủ Đan Mạch 14,3%, chính phủ Na Uy 14,3%, chính phủ Thụy Điển 21,4%. Số 50% vốn còn lại do các nhà đầu tư mua cổ phiếu ở thị trường chứng khoán
- 2003: Tập đoàn SAS mua 49% cổ phần hãng Estonia Air
- 2004: Đổi cơ cấu Hãng hàng không Scandinavia thành 4 công ty độc lập SAS International,

SAS Danmark A/S, SAS Norge AS và SAS Sverige AB
- 2006: Tập đoàn SAS bán cổ phần của mình trong Rezidor Hotel Group
- 2007: Tập đoàn SAS bán cơ sở SAS Fligt Academy (trung tâm huấn luyện phi công) cho Star Capital Partners

## Các công ty và cơ sở trực thuộc
- Hãng hàng không Scandinavia
SAS International (100%)
SAS Danmark (100%)
SAS Norge (100%)
SAS Sverige (100%)
- SAS Cargo Group (100%)
- Công ty hàng không Widerøe (100%)
- Blue1 (100%)
- Spanair (94,9%)
- Estonian Air (49%)
- airBaltic (47,2%)
- BMI (20%)
- Air Greenland (37,5%)
- Skyways Express (25%)
- SAS Ground Services (100%)
- SAS Technical Services (100%)
- SAS Media (100%)
- SAS Business Opportunities (100%)